# Alchemilla curvidens
Alchemilla curvidens é uma espécie de rosácea do gênero Alchemilla, pertencente à família Rosaceae.